# Reedsport

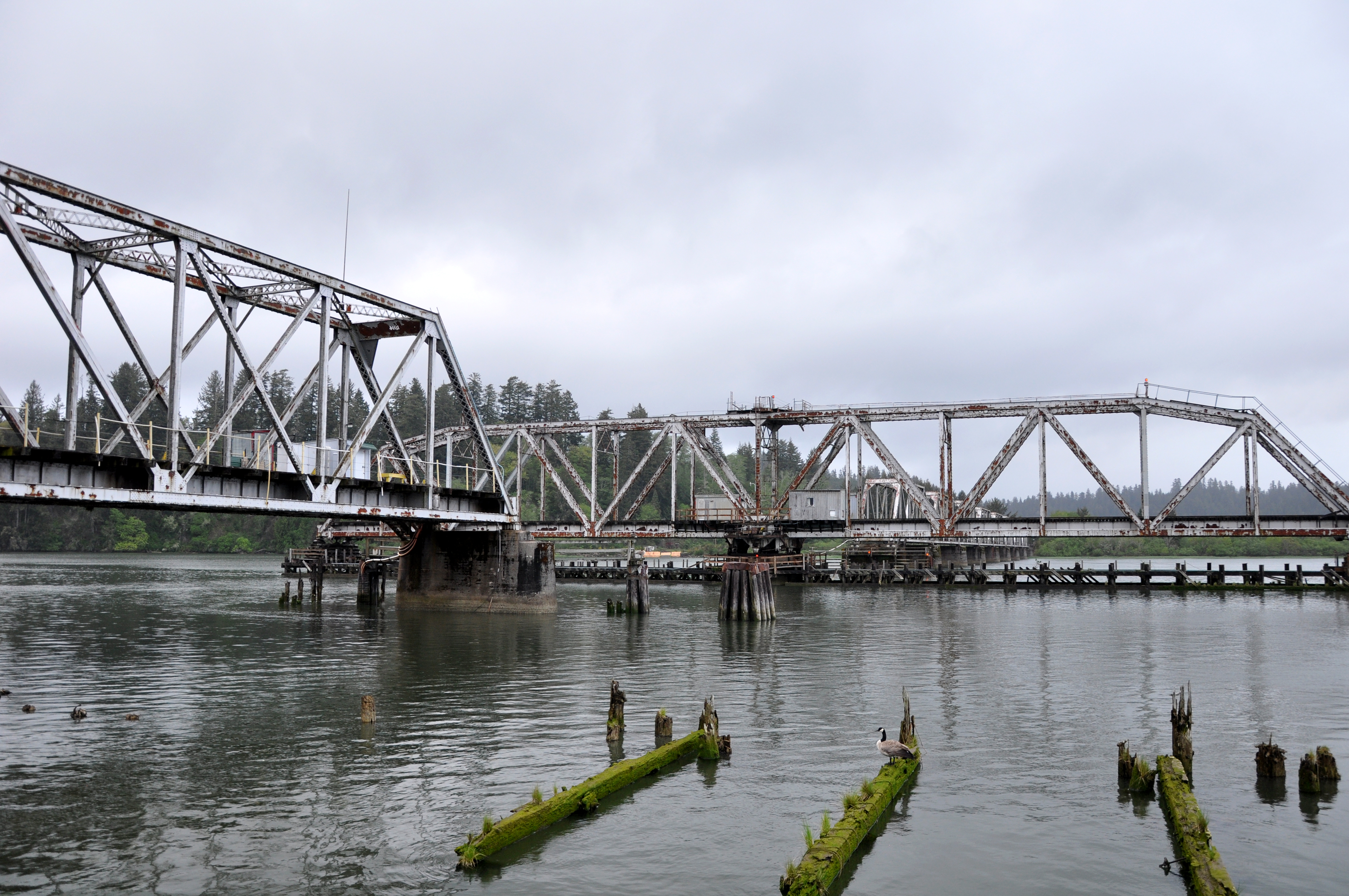
Vasúti híd az Umpqua folyó felett

Reedsport az Amerikai Egyesült Államok északnyugati részén, Oregon állam Douglas megyéjében, a U.S. Route 101 és az Oregon Route 38 csomópontjában, Winchester Baytől 5 km-re északra, Roseburgtól pedig 87 km-re északnyugatra helyezkedik el. A 2010. évi népszámláláskor 4154 lakosa volt. A város területe 5,98 km², melyből 0,67 km² vízi.
A településnek egy általános- (Highland Elementary School) és egy közösségi előkészítő iskolája (Reedsport Community Charter School) van, amelyek a Reedsporti Iskolakerülethez tartoznak.

## Történet
Reedsport 1852. január 7-én jött létre az Umpqua folyó torkolatánál; nevét a települést 19123-ben hivatalosan megalapító Alfred W. Reed telepesről kapta. A postahivatal ugyanezen év július 17-én jött létre.
A fejlődést a Southern Pacific Railroad vonalainak délre, a Coos Bay felé való meghosszabbítása hozta meg, de a helyszín a postahivatal megalapítása előtt is fontos szerepet játszott, ugyanis itt szállásolták el a vasútépítőket.
A mocsaras talajra épült városban gyakoriak voltak az áradások, amelyek ellen a 0,9–2,4 méter tengerszint feletti magasságon elhelyezkedő épületek védtelenek voltak. Az 1964 karácsonyán bekövetkező pusztító árvíz után az alacsonyabban fekvő településrész védelmére gátat emeltek. A víz elöntötte a helyi halkeltetőt, ezáltal az Umpqua folyóban megjelent, majd később elszaporodott a fekete sügér. A gátat a magas vízállás miatt néhány évente lezárják.
Az oregoni faipar a huszadik század utolsó negyedében történő összeomlását Reedsport is megérezte. Az elmúlt két évtizedben növekedésnek indult a turizmus, amely részben a halászatnak, részben pedig a közeli homokdűnéknek köszönhető, valamint a Winchester Bayben található Oregon Dunes National Recreation Area újratervezésével szárnyra kaptak a helyi quadkölcsönző vállalkozások is.
Ugyan az erdőügyi hatóság ma is tart fenn itt irodát, a helyi faipar az International Paper a közeli Gardinerben lévő gyárának 1999-es bezárásával megszűnt.

## Éghajlat
A város éghajlata a Köppen-skála szerint mediterrán (Csb-vel jelölve). A nyarak enyhék és szárazak, a telek pedig erősen csapadékosak. Évente 26,3 reggel csökken fagypont alá a hőmérséklet, valamint 0,9 délutánon haladja meg a 32,2 °C-t; erősebb fagyok évente 0,2 nap fordulnak elő. A melegrekord (36,1 °C) 1944. augusztus 29-én és 1973. szeptember 5-én, a hidegrekord (-11,7 °C) pedig 1972. december 8-án dőlt meg. A legtöbb csapadék (662,2 mm) 1973 novemberében hullt; ezzel szemben nyaranta gyakran nincs csapadék. A legcsapadékosabb a december–január, a legszárazabb pedig a július–augusztus közötti időszak. A legmelegebb hónap augusztus, a leghidegebb pedig január.
| Hónap                                   | Jan.  | Feb. | Már. | Ápr. | Máj. | Jún. | Júl. | Aug. | Szep. | Okt. | Nov. | Dec.  | Év    |
| --------------------------------------- | ----- | ---- | ---- | ---- | ---- | ---- | ---- | ---- | ----- | ---- | ---- | ----- | ----- |
| Rekord max. hőmérséklet (°C)            | 19,0  | 24,0 | 25,0 | 32,0 | 36,0 | 33,0 | 35,0 | 36,0 | 36,0  | 34,0 | 23,0 | 21,0  | 36,0  |
| Átlagos max. hőmérséklet (°C)           | 10,2  | 12,1 | 13,0 | 14,6 | 16,9 | 19,0 | 20,8 | 21,2 | 21,1  | 18,1 | 13,4 | 10,9  | 16,0  |
| Átlaghőmérséklet (°C)                   | 3,4   | 7,9  | 8,4  | 9,8  | 11,9 | 14,1 | 15,6 | 16,0 | 15,4  | 12,9 | 9,3  | 7,3   | 11,0  |
| Átlagos min. hőmérséklet (°C)           | 2,6   | 3,7  | 3,7  | 4,9  | 6,9  | 9,2  | 10,4 | 10,8 | 9,7   | 7,7  | 5,2  | 3,7   | 6,6   |
| Rekord min. hőmérséklet (°C)            | −11,0 | −8,0 | −4,0 | −3,0 | −1,0 | −1,0 | 1,0  | 5,0  | −1,0  | −3,0 | −6,0 | −12,0 | −12,0 |
| Átl. csapadékmennyiség (mm)             | 311   | 241  | 241  | 137  | 81   | 53   | 14   | 26   | 65    | 148  | 278  | 328   | 1923  |
| Forrás: Western Regional Climate Center |       |      |      |      |      |      |      |      |       |      |      |       |       |

## Népesség

### 2010
A 2010-es népszámláláskor a városnak 4154 lakója, 1948 háztartása és 1138 családja volt. A népsűrűség 782,3 fő/km2. A lakóegységek száma 2207, sűrűségük 415,6 db/km2. A lakosok 93%-a fehér, 0,3%-a afroamerikai, 1,1%-a indián, 1,1%-a ázsiai, 0,1%-a a Csendes-óceáni szigetekről származik, 1,3%-a egyéb, 3,1%-a pedig kettő vagy több etnikumú. A spanyol vagy latino származásúak aránya 4,9% (4,3% mexikói, 0,1% Puerto Ricó-i,  0,6% egyéb spanyol vagy latino származású.)
A háztartások 20,3%-ában élt 18 évnél fiatalabb. 44,8% házas, 8,9% egyedülálló nő, 4,8% egyedülálló férfi, 41,6% pedig nem család. 35,5% egyedül élt; 18%-uk 65 éves vagy idősebb. Egy háztartásban átlagosan 2,11 személy élt; a családok átlagmérete 2,68 fő.
A medián életkor 51,2 év volt. A város lakóinak 17,8%-a 18 évesnél fiatalabb, 7,3% 18 és 24 év közötti, 17,8%-uk 25 és 44 év közötti, 29,9%-uk 45 és 64 év közötti, 27,2%-uk pedig 65 éves vagy idősebb. A lakosok 49,6%-a férfi, 50,4%-a pedig nő.

### 2000
A 2000-es népszámláláskor  a városnak 4378 lakója, 1978 háztartása és 1265 családja volt. A népsűrűség 824,5 fő/km2. A lakóegységek száma 2178, sűrűségük 410,2 db/km2. A lakosok 93,92%-a fehér, 0,02%-a afroamerikai, 1,23%-a indián, 0,43%-a ázsiai, 0,02%-a a Csendes-óceáni szigetekről származik, 2,15%-a egyéb-, 2,22%-a pedig kettő vagy több etnikumú. A spanyol vagy latino származásúak aránya 4,68% (3,5% mexikói, 0,1% Puerto Ricó-i,  1,1% pedig egyéb spanyol/latino származású.)
A háztartások 23,5%-ában élt 18 évnél fiatalabb. 52,5% házas, 7,7% egyedülálló nő; 36% pedig nem család. 32% egyedül élt; 17,9%-uk 65 éves vagy idősebb. Egy háztartásban átlagosan 2,19 személy élt; a családok átlagmérete 2,71 fő.
A város lakóinak 20,6%-a 18 évesnél fiatalabb, 6,3% 18 és 24 év közötti, 19,9%-uk 25 és 44 év közötti, 27%-uk 45 és 64 év közötti, 26,2%-uk pedig 65 éves vagy idősebb. A medián életkor 47 év volt. Minden 100 nőre 93,3 férfi jut; a 18 évnél idősebb nőknél ez az arány 89,6.
A háztartások medián bevétele 26 054 amerikai dollár, ez az érték családoknál $33 689. A férfiak medián keresete $33 214, míg a nőké $20 734. A város egy főre jutó bevétele (PCI) $16 093. A családok 11,7%-a, a teljes népesség 16%-a élt létminimum alatt; a 18 év alattiaknál ez a szám 21,5%, a 65 évnél idősebbeknél pedig 10,9%.

## Múzeumok és egyéb látnivalók
1999 óta rendezik meg az Oregoni Kerületi Favágó-bajnokságot, amelyet 2000 óta az apák napi hétvégén, a Rainbow Plazán tartanak.
A belvárosban, az Umpqua folyó mentén található a regionális természeti- és kulturális emlékeket bemutató Umpqua Discovery Center kiállítása.
A Dékán-pataki Tájvédelmi Körzet a településtől öt kilométerre keletre, az OR 38 mentén fekszik. A földhivatal, valamint a Hal- és Vadügyi Hivatal kezelésében álló, négy négyzetkilométeren elterülő rezervátumban évente 60–100 példány Roosevelt-vapiti látható.
Az Oregoni Dűnék Nemzeti Pihenőhely a US 101 és az OR 38 csomópontjában található interaktív kiállítás, ahol a helyi látnivalókkal lehet megismerkedni.
Reedsporttól 24 km-re délkeletre terül el a Gavia-tó.
2016 júliusában a Rejtélyek városkája című animációs sorozat megalkotója, Alex Hirsch néhány tippet tett közzé a főgonosz (Bill Cipher) szobrának megtalálásához. Az alkotást augusztus másodikán találták meg az előkészítő iskola mögötti erdőségben (é. sz. 43,689551°, ny. h. 124,115804°43.689551°N 124.115804°W), de a következő reggelre az eltűnt. A szobrot először a Bicentennial Parkba, majd a kaliforniai Confusion Hillbe helyezték át.

## Média

### Rádiók
| Középhullám      | Középhullám | Középhullám           |
| Frekvencia [kHz] | Hívójel     | Tematika              |
| ---------------- | ----------- | --------------------- |
| 1030             | KDUN-AM     | Retro slágerek        |
| Ultrarövidhullám |             |                       |
| Frekvencia [MHz] | Hívójel     | Tematika              |
| 92,1             | KSYD-FM     | Átjátszóadó (KRVM-FM) |
| 99,5             | KJMX-FM     | Klasszikus rock       |

### Újságok
A településnek két hetilapja van: a The Umpqua Post, valamint a nyomtatásban és online is elérhető Reedsport.info.

## Megújuló energia
2014 során a New Jersey-i Ocean Power Technologies egy 100 bója méretű vízi szélerőműpark megépítését tervezte. A magas hal- és rákhozamáról ismert területen történő beruházás ellen az Oregoni Kaliforniaitarisznyarák-bizottság is felszólalt. A beruházó vállalat a projekt félbeszakítását a magas költségekkel, technológiai problémákkal, valamint a kormányzati szervekkel és részvényesekkel folytatott sikertelen tárgyalásokkal indokolta, de továbbra is tervezik egy hasonló, ám kisebb méretű erőmű megépítését.

## Híres személyek
- Delilah Rene Luke – rádiós műsorvezető[24]
- Jason Boe – politikus[25]
- Vicki Walker – politikus[26]
- Wally Borrevik – kosárlabda-játékos[27]

## Fordítás
Ez a szócikk részben vagy egészben  a   Reedsport, Oregon című angol Wikipédia-szócikk ezen változatának fordításán alapul.  Az eredeti cikk szerkesztőit annak laptörténete sorolja fel. Ez a jelzés csupán a megfogalmazás eredetét és a szerzői jogokat jelzi, nem szolgál a cikkben szereplő információk forrásmegjelöléseként.